# Bertrand Traoré
Bertrand Isidore Traoré (Bobo-Dioulasso, el 6 de setembre de 1995) és un jugador de futbol de Burkina Faso que juga com a extrem pel conjunt de la Ligue 1 l'Olympique de Lió i per la selecció de Burkina Faso.